# Avenue du Merlan
L’avenue du Merlan est une voie marseillaise située dans les 13e et 14e arrondissements de Marseille. 

## Situation et accès
Cette avenue est l’artère principale du quartier éponyme. Elle débute avenue Alexandre-Ansaldi, à la limite du quartier Saint-Jérôme à la cité des Hirondelles, traverse de nombreuses habitations dont des résidences étudiantes et se termine, en passant au-dessus du canal de Marseille, avenue Guynemer.
L’avenue du Merlan est desservie par les lignes       N2  du réseau RTM.